# 馮河清
冯河清，京兆人。

## 个人经历
早年在郭子仪军中服役，因为善战被拜官左卫大将军。后来跟随泾原节度使马璘，多次遭遇吐蕃军队，立下战功，闻名军中。建中年间，节度使姚令言率兵讨关东，冯河清作为留后，幕府殿中侍御史姚况领州；忽然传来消息说唐德宗出走奉天，冯河清与姚况招来众将领商议对策，期间，冯姚二人面东而泣，表达了忠于朝廷的想法，将领们被他们二人所感动。初期，朝廷军队面对叛军士气低落，等到冯河清率军赶来之后，士气大振。兴元元年（784年）田希鉴杀冯河清，自称留后。后来，叛乱平息，冯河清被赠尚书左仆射。

## 延伸阅读
[在维基数据编辑]
 《新唐書·卷147》，出自《新唐書》